# Ле-Шелас
Ле-Шелас (фр. Le Cheylas) — коммуна во Франции, находится в регионе Рона — Альпы. Департамент коммуны — Изер. Входит в состав кантона От-Грезиводан. Округ коммуны — Гренобль.
Код INSEE коммуны — 38100. Население коммуны на 2012 год составляло 2680 человек. Населённый пункт находится на высоте от 240 до 1 202 метров над уровнем моря. Муниципалитет расположен на расстоянии около 480 км юго-восточнее Парижа, 100 км юго-восточнее Лиона, 30 км северо-восточнее Гренобля. Мэр коммуны — Roger Cohard, мандат действует на протяжении 2014—2020 гг.
Динамика населения (INSEE):

## Города-побратимы
- Павароло, Италия (1995)